# Ostorhinchus luteus
Ostorhinchus luteus és una espècie de peix pertanyent a la família dels apogònids.

## Descripció
- Pot arribar a fer 4,4 cm de llargària màxima.
- És de color groc amb sis ratlles fines i blaves al cap.
- El perfil dorsal del cap és lleugerament convex.
- 8 espines i 9 radis tous a l'aleta dorsal i 2 espines i 8 radis tous a l'anal.
- 24 vèrtebres.[5][6]

## Alimentació
Menja crustacis planctònics i petits invertebrats durant el dia i la nit.

## Hàbitat
És un peix marí, associat als esculls i de clima tropical que viu entre 1 i 49 m de fondària.

## Distribució geogràfica
Es troba al Pacífic occidental central: des de Palau fins a les illes Marshall.

## Observacions
És inofensiu per als humans.